# Joseph Mohr
Joseph Mohr (Salzburg, 11 december 1792 - Wagrain, 4 december 1848) was een Oostenrijks priester en dichter, die vooral bekend is geworden door zijn tekst voor het kerstlied Stille Nacht, Heilige Nacht.
Mohr werd geboren uit een buitenechtelijke relatie en moest in 1815 daarom speciale toestemming vragen aan paus Pius VII om priester te kunnen worden gewijd. Hij werd vervolgens pastoor in het Salzburger bergdorp Mariapfarr, waar hij in 1816 de tekst van Stille Nacht schreef. In 1817 werd hij overgeplaatst naar Oberndorf. Hier ontmoette hij de componist Franz Gruber, die vervolgens de melodie schreef voor het kerstlied. Lang was gedacht dat Stille Nacht het enige samenwerkingsproject geweest is van Mohr en Gruber, maar in 2006 werd een Te Deum ontdekt met tekst van Mohr en muziek van Gruber.
De laatste jaren van zijn leven werkte Mohr als pastoor in Wagrain. Hier richtte hij een school op, die nog steeds bestaat en zijn naam draagt. Mohr overleed in 1848 aan de gevolgen van een longaandoening. In Wagrain is tussen de kerk en de pastorie waar Mohr woonde, een openluchttentoonstelling ingericht over het leven van deze priester-dichter.
- Bibsys: 19702
- Biblioteca Nacional de España: XX1097764
- Bibliothèque nationale de France: cb124459986 (data)
- Gemeinsame Normdatei: 118734504
- International Standard Name Identifier: 0000 0000 8103 4093
- Library of Congress Control Number: n50001340
- Nationale Bibliotheek van Letland: 000258481
- MusicBrainz: f287b207-b425-465f-a103-b912fbb0dd28
- Bibliotheek van het Japanse parlement: 00853292
- Nationale Bibliotheek van Tsjechië: xx0007029
- Nationale bibliotheek van Australië: 35424671
- Nationale Bibliotheek van Israël: 987011245383305171
- Nationale en Universitaire bibliotheek Zagreb: 000048098
- Nederlandse Thesaurus van Auteursnamen: 142184950
- Réseau des bibliothèques de Suisse occidentale: 02-A003601397
- Istituto Centrale per il Catalogo Unico: DDSV008695
- SNAC: w6mk6dqx
- Système universitaire de documentation: 033609764
- Trove: 947939
- Virtual International Authority File: 24695689
- WorldCat: E39PBJgCPwKCwphJYvPV7cFqcP